# 57街車站 (IND第六大道線)
57街車站（英語：57th Street station）是紐約地鐵IND第六大道線的一個地鐵站，位於曼哈頓57街及第六大道交界，設有F線（任何時候停站）列車服務。此站以北，路線東轉成為IND 63街線。
1962年宣佈，57街車站在1968年7月1日以1320萬美元興建。直至1989年為止都是總站，之後所有路線延長至21街-皇后橋。車站在1990年代63街線重建時一度有接駁列車行駛。

## 車站結構
| G        | 街道層             | 出入口                                        |
| M        | 夾層               | 閘機、車站詢問處、MetroCard自動售票機         |
| P 月台層 | 南行               | 往康尼島-斯提威爾大道（47-50街-洛克斐勒中心） |
| P 月台層 | 島式月台，左側開門 |                                               |
| P 月台層 | 北行               | 往牙買加-179街（萊辛頓大道-63街）             |

57街車站設有一個島式月台和兩條軌道。全長的夾層設有6條樓梯到月台。月台大約深 35英呎。

## 外部連結
- nycsubway.org—IND 6th Avenue: 57th Street
- The Subway Nut – 57 Street（页面存档备份，存于）
- Station Reporter — F Train
- 57th Street entrance from Google Maps Street View（页面存档备份，存于）
- 56th Street entrance from Google Maps Street View
- Platform from Google Maps Street View（页面存档备份，存于）